# Sola fide
Sola fide (latinsky pouze vírou či pouhou vírou) je pojem, které tvoří základ protestantského učení a který označuje ideu, že člověk je před Bohem ospravedlněn nikoli tím, co koná, ale pouhým vztahem své víry k Bohu. Pojem sola fide patří k základním principům protestantismu (tzv. particulae exklusivae: sola scriptura, sola gratia, solus Christus).
Biblickým základem tohoto učení je výklad Pavlova listu Římanům:
Nyní však je zjevena Boží spravedlnost bez zákona, dosvědčovaná zákonem i proroky, Boží spravedlnost skrze víru v Ježíše Krista pro všecky, kdo věří. Není totiž rozdílu: všichni zhřešili a jsou daleko od Boží slávy; jsou ospravedlňováni zadarmo jeho milostí vykoupením v Kristu Ježíši (Řím 3,21-24).
Slogan sola fide deklaruje, že ačkoli všichni lidé neuposlechli božího příkazu, Bůh prohlásil ty, kdo kladou svou důvěru, svou víru v to, co Bůh učinil skrze život, smrt a vzkříšení Ježíše Krista, za poslušné (či spravedlivé). Tato lidská jistota spásy však není založena na tom, co dělá člověk sám, ale na tom, co Bůh v Kristu vykonal pro něj. Smíření člověka s Bohem je totiž možné pouze díky božímu milosrdenství, které se uskutečnilo skrze oběť Božího Syna. Učení sola fide v podobě, v níž je formuloval Martin Luther, přijímá většina protestantů, včetně luteránů, reformovaných církví a baptistů.
Katolická církev oproti tomu více zdůrazňuje, že víra bez praktického propojení se životem je mrtvá podle listu Jakubova:
Stejně tak i víra, není-li spojena se skutky, je sama o sobě mrtvá. (Jak 2,17)
To však není v rozporu s oficiálním stanoviskem Evangelické církve augsburského vyznání, podle kterého:
Víra sama zachraňuje, ale víra není nikdy sama. 
Toto stanovisko se zakladá na tom, co vyjádřil Luther ve své předmluvě k epištole sv. Jakuba v roce 1522. 
Halík dodává, že oproti luterskému „pouze“ (sola) můžeme postavit katolické „nejen, ale i“.

## Společné prohlášení k nauce o ospravedlnění
V poslední době je velmi zásadním Společné prohlášení k nauce o ospravedlnění přijaté 16. června 1998 Světovým lutherským svazem a 11. června 1999 Apoštolským stolcem (tj. Římem). Toto prohlášení překonává teologické neshody mezi katolíky a protestanty a vyjasňuje, že učení katolické církve i protestantů je v nauce o ospravedlnění shodné; neshody, k nímž docházelo, byly založeny jednak na vzájemném nepochopení, terminologických nejasnostech a odlišných důrazech jednotlivých církví. V tomto prohlášení se mj. praví:
Vyznáváme společně, že hříšníci jsou ospravedlňováni vírou ve spásné jednání Boha v Kristu. Jednáním Ducha svatého při křtu hříšník dostává dar spásy, který tvoří základ veškerého křesťanského života. Hříšníci kladou svou důvěru v Boží milostiplná zaslíbení ospravedlňující vírou, která zahrnuje naději v Boha a lásku k němu. Taková víra je činná v lásce, a tak křesťan nemůže a neměl by zůstat bez skutků. Avšak cokoli, co v ospravedlněných předchází či následuje svobodnému daru víry není ani základem ospravedlnění, ani toto ospravedlnění nezasluhuje.